# Huntik - Secrets & Seekers
Huntik - Secrets & Seekers è una serie d'animazione italiana-canadese creata da Iginio Straffi, prodotta dalla Rainbow in co-produzione con Big Bocca Productions (1ª stagione), Rai Fiction e Nelvana Limited.
La serie è composta da una prima e una seconda stagione di 26 episodi ciascuna. Gli episodi si svolgono in diverse città, come per esempio Venezia, Londra e Parigi. La prima stagione è andata in onda su Rai 2 dal 12 gennaio 2009 mentre la seconda dal 17 settembre 2011 il sabato e la domenica alle 8:30. È stata poi riproposta su Rai Gulp dal 22 settembre 2011 ogni giovedì e venerdì alle 17:00 e in replica alle 21:00.
Alla serie sono state dedicate un'innovativa attrazione di tipo dark ride interattiva 5D e uno spillwater (attrazione acquatica), due delle attrazioni principali di Rainbow Magicland, il parco divertimenti di Roma.

## Trama
Prima dell'inizio della storia, un male ancestrale minacciò l'intero pianeta Terra: i Nullificatori. Gli uomini affrontarono queste oscure creature attraverso i Titani, spiriti provenienti dal mitico mondo Huntik. Fu Lord Casterwill a portarli sulla Terra, facendo nascere un gruppo di uomini, i Cercatori, in grado di evocarli. La battaglia fu vinta e i Nullificatori furono sconfitti, e il Marchio della Spirale (creato dal Nullificatore Void per richiamare i suoi simili sulla Terra) fu sigillato da Lord Casterwill. Col passare dei secoli i Titani, uno dopo l'altro, si nascosero nelle parti più remote dell'universo, e ancora oggi aspettano un nuovo gruppo di Cercatori.
La Fondazione Huntik è nata centinaia di anni fa da una costola della potentissima famiglia Casterwill, i discendenti del primo Cercatore.
Il compito della Fondazione Huntik è quello di trovare i Titani sparsi per il mondo e soprattutto di contrastare l'Organizzazione, un gruppo di Cercatori malvagi guidati dal Professore che è riuscita in breve tempo a inserire agenti in ogni governo del pianeta, e ha la sua sede principale a Praga.
La trama della prima stagione vede il giovane Lok Lambert che dopo aver scoperto il diario del padre Eathon, scomparso dieci anni prima e anch'egli Cercatore, viene attaccato dagli agenti dell'Organizzazione. In suo soccorso arrivano Sophie Casterwill, (sua compagna di classe e Cercatrice molto promettente), Dante Vale, (il miglior Cercatore della Fondazione) e il bizzarro Cherit, un piccolo Titano parlante. Successivamente, durante un viaggio a Praga, si unirà a loro anche Zhalia Moon, in realtà un'agente dell'Organizzazione sotto copertura, che più tardi si pentirà. I quattro formano la Squadra Huntik, che più tardi diventerà la Squadra più forte dell'intera Fondazione.
All'inizio, il Team ha il compito di ritrovare il padre di Lok, ma dopo alcune peripezie si troverà in una corsa contro il tempo per raggiungere tre Titani Leggendari e l'Amuleto della Volontà prima che se ne impossessi il Professore. In realtà, si scopre che il Professore è Simon Judo, colui che istruì Eathon (il padre di Lok) e Metz (capo della Fondazione Huntik) a diventare Cercatori. Su Simon e Metz incombe una maledizione che si può spezzare solo evocando il Titano dell'Amuleto della Volontà insieme agli altri tre Titani Leggendari, che Simon attraverso un inganno, riesce a rubare alla Squadra Huntik. Durante il confronto, però, il Team riesce a creare un varco che risucchierà il Professore e i Titani Leggendari, ponendo fine a questa storia e spezzando la maledizione di Metz.
Nella seconda stagione, dopo essersi nuovamente scontrata con l'Organizzazione, la squadra Huntik, e in particolare Sophie Casterwill, dovranno affrontare un nuovo tremendo nemico, la Spirale di Sangue, il cui capo è Rassimov. Sophie, Dante, Zhalia, e Lok dovranno allenarsi duramente e fare ciò che sanno fare meglio per combattere la Spirale: Dante dovrà affrontare Rassimov in uno scontro a due; Sophie dovrà scoprire gli antichi misteri della famiglia Casterwill (verrà nominata capo famiglia); Zhalia dovrà infiltrarsi nella Spirale; Lok dovrà riuscire a invocare Pendragon. I Cercatori della Spirale di Sangue sono i seguaci del "Traditore", antico nemico di Lord Casterwill, i quali vogliono riattivare il Marchio della Spirale, che riporterebbe i Nullificatori sulla terra. Quest'ultimo si potrà aprire solo quando la cometa rossa cadrà su di esso, nella notte più lunga dell'anno. Ma Dante riesce a fermare la cometa, sacrificandosi, ma grazie a Phoenix, il titano leggendario della rinascita posseduto da Sophie potrà ritornare a vivere. Alla fine, con l'aiuto delle antiche vere profezie perdute di Nostradamus, la Squadra Huntik troverà un modo per sconfiggere il Traditore.
Il finale della serie lascia ipotizzare una terza stagione poiché Eathon è ancora su Huntik.

## Personaggi principali
Lok Lambert
Studente svogliato e poco attento dell'Accademia Preparatoria di Venezia nonostante sia molto intelligente colleziona brutti voti e odia lo studio, Lok si trova a scoprire un mondo fatto di magie e Titani, il mondo dei Cercatori, quando la sua compagna di classe Sophie Casterwill rompe involontariamente una statua precedentemente appartenuta a suo padre nella quale erano nascosti un diario e un amuleto. Da un giorno all'altro si ritrova dal risolvere enigmi a scappare dagli agenti dell'Organizzazione. È grazie a Sophie e Dante se riuscirà a orientarsi in questo nuovo ambiente e deciderà di mettersi alla ricerca del padre Eathon, scomparso dieci anni prima. Lega molto con il suo gruppo ed è sempre propenso al lavoro di squadra. Ha un carattere ingenuo, compensato da un grande intuito e un'enorme fortuna. È molto portato per la soluzione di enigmi e indovinelli, la sua passione. Figlio di uno dei Cercatori più potenti mai esistiti, dimostra subito una grande abilità. Nacque in Irlanda dove si trova la casa dove risiedono la madre e la sorella. La madre Sandra era a sua volta una Cercatrice, mentre la sorella Cathy non sa nulla dell'esistenza dei Titani. Inoltre Lok ha una profonda cotta per Sophie. Quando conosce Den lo guida e gli fa da "fratello maggiore". Nella seconda serie scoprirà di essere un cercatore molto potente e riuscirà a legarsi e a padroneggiare la Wilblade, una leggendaria spada dei Casterwill, per salvare all'ultimo minuto la vita di Sophie. È stato Lord Casterwill in persona ad aiutare Lok a salvare Sophie. Viveva in Irlanda con la madre e la sorella prima di trasferirsi in Italia per studiare. Dopo l'entrata di Dante nel consiglio Huntik, diventa leader al suo posto.
Doppiato da Alessio Nissolino.
Titani:
- Kipperin (Gaia Titano): appartenuto al padre di Lok, ha le sembianze di una falena di proporzioni notevoli, la capacità di volare e di trasportare con sé persone e o cose, sempre su comando del cercatore. Lok trova il suo amuleto assieme al diario di Eathon e durante il corso degli eventi, sarà capace di legarsi ulteriormente a questi tramite il Powerbonding.
- Freelancer (Draco Titano):  cavaliere armato di lancia e grande scudo che ricorda il suo amuleto. Leggero e veloce, è utile in difesa. Lok lo dona poi a Den.
- Springer (Meso Titano): specializzato nel risolvimento di rompicapi e indovinelli, Lok lo trova risolvendo un enigma.
- Hoplite (Krono Titano):  uno dei quattro Hoplite che si trovano nella nave Argo.
- Lindorm (Gaia Titano):  Titano difficile da controllare, rinchiuso nella spada di San Giorgio. Molto potente in attacco, si rivela decisivo in molti combattimenti. Diventerà un Titano Power-Bonded e nella seconda serie verrà assorbito dal Titano leggendario della guerra Legion e il suo amuleto verrà distrutto.
- Dendras (Meso Titano): appartenuto al padre, è un Titano dotato di due marionette con le quali è in grado di annullare la volontà dei i Titani nemici e di sostituirla con i con quella del cercatore, prendendone il controllo. Sarà lui a dominare il Titano Leggendario della Volontà grazie al dono di Rassimov. Insieme a quello di Feyone il suo amuleto sarà quasi distrutto da Legion.
- Baselaird (Krono Titano): possente Titano lasciatogli da suo padre Eathon prima dell'entrata per Atlantide. Ha dovuto risolvere un indovinello per ottenerlo. Diventa il suo Titano più potente quando gli si lega con Power-bond.
- Pendragon (Titano Leggendario dei Campioni): donatogli con la spada Willblade da Lord Casterwill per proteggere Sophie durante l'attacco di Wilder. Faticherà a legarsi con Lok. Diventato anche lui Power-bonded, riesce a sconfiggere Demigorgan nello scontro con il Traditore con l'aiuto di Quetzalcoatl;
- Ironsquire (Draco Titano): Titano guerriero che usa uno scudo per difendersi e attacca con colpi fisici, è un dono della Fondazione Huntik.
- Raijin the Thunderbolt (Yama Titano): è uno spadaccino dalle sembianze orientali (Giappone) con la colorazione della pelle che vira sul blu chiaro e si sposta su dei fulmini. È un dono della Fondazione Huntik.
- Medusa (Krono Titano): titano dallo sguardo pietrificante con cui Lok si lega nel Mar Egeo strappandolo all'Organizzazione e alla Spirale. Non lo invocherà mai.
- Quetzalcoatl (titano Leggendario delle Invocazioni): si lega a Lok nel Tempio del Sole. Sarà l'arma vincente nel confronto finale contro la Spirale di Sangue.

Dante Vale
Vive a Venezia, dove ha un'attività come detective privato, ma in realtà è il migliore Cercatore della Fondazione. All'inizio della serie accetta di occuparsi dell'addestramento di Lok e Sophie e di indagare sulla scomparsa di Eathon Lambert. Conosciuto in tutto il mondo per il suo spirito, la sua forza d'animo e la sua abilità in combattimento, Dante è l'avversario più temuto dagli agenti dell'Organizzazione. Ha imparato come diventare un Cercatore da Metz, il capo del Consiglio Huntik, il quale è malato a causa di una maledizione a cui sembra non ci sia cura e per il quale Dante è disposto a fare di tutto per trovarla. La sua forza in combattimento è data dalla sua enorme abilità con le arti marziali e dalla potente collezione di Titani che possiede, tra cui Caliban. Durante la serie, Dante si innamora di Zhalia Moon e i due si ritroveranno spesso da soli sul punto di baciarsi, ma sempre interrotti da qualcosa come, nella prima serie, quando l'organizzazione impedisce il bacio colpendo la carrozza del treno nel quale viaggiano. Nell'episodio 24 della seconda serie, Dante sembra morire, sacrificandosi per fermare l'impatto della Cometa Rossa con la Terra; nell'episodio 26 della seconda serie, però, si scopre che si è salvato grazie a un potere chiamato Copykind (appreso dal suo maestro di arti marziali), con il quale copia i poteri di Phoenix, il titano leggendario della rinascita. In seguito all'apparente disattivazione definitiva del Marchio della Spirale, Dante diventa membro del Consiglio Huntik, lasciando il comando della squadra a Lok.
Doppiato da Patrizio Prata.
Titani:
- Caliban (Meso Titano):  di origine azteca è fenomenale nel combattimento corpo a corpo. Suole utilizzare una spada, una lancia, un coltello di piccole dimensioni o mani nude. È il Titano preferito di Dante, e diverrà poi Power-bonded nel corso della seconda serie. Dante ne possiede due.
- Solwing (Krono Titano): titano dalle sembianze d'un falco, molto utile per ricognizioni. È il primo Titano che Dante abbia mai evocato, verrà assorbito insieme a Lindorm da Legion (il titano leggendario della guerra) e il suo amuleto sarà distrutto.
- Metagolem (Litho Titano):  un gigante roccioso dalla forza immensa. Dante se ne impossesserà a Praga, seguendo gli indizi del padre di Lok riguardo alla leggenda del Golem.
- Ignatius (Meso Titano): Titano di fuoco, evocato per la prima volta in Islanda durante la ricerca di Mjöllnir.
- Hoplite (Krono Titano): un'omogenea fusione tra storia e leggenda, gli Hoplite sono guerrieri la cui forza è il lavoro di squadra. Zhalia ne trovò quattro a bordo della nave di Giasone, Argo.
- Red Searcher (Yama Titano):  Titano rosso alato in grado di scovare trappole.
- Ariel (Gaia Titano): regalatogli da Metz prima dell'ultimo combattimento contro il Professore. Può controllare il vento e diventa anche lui un Titano Power-bonded.
- Umbra the Shadow Jaguar (Titano Leggendario delle Dimensioni): recuperato da Dante in una cripta sotto il mar di Cortes, è in grado di teletrasportarsi ovunque ma con un limite: ogni volta che si teletrasporta la sua forza si indebolisce di 10 volte.
- Maelstrom (Gaia Titano): donatogli dalla Fondazione Huntik, può prosciugare qualunque potere da cercatore.
- Elf King Oberon (Gaia Titano):   possiede una spada e scaglia delle piccole sfere di luce abbagliante.

Sophie Casterwill
Anche lei studentessa dell'Accademia, al contrario di Lok è molto diligente e colleziona ottimi voti. Ha un carattere abbastanza irascibile e litiga spesso con Zhalia ma è anche una ragazza buona e onesta seppur con poca pazienza. Sophie è molto intelligente e ha una grande conoscenza della storia, è lei che si occupa delle ricerche per la squadra, inoltre Sophie è molto forte ed agile ed è una bravissima combattente corpo a corpo. Fin da piccolissima, è stata allenata per diventare una Cercatrice ed ha un grande potenziale. Ultima erede della famiglia Casterwill, i primi cercatori nativi dell'Inghilterra, i suoi genitori sono presumibilmente morti in un misterioso incendio nella loro casa a Parigi dalla quale lei si è salvata grazie a Santiago, la sua guardia del corpo, per essere poi cresciuta da lui e dal maggiordomo LeBlanche. Sophie conosce alla perfezione una dozzina di lingue antiche e molti codici segreti della sua famiglia, oltre a essere un'esperta di magia. Se sta cercando la soluzione a un problema, la sua destinazione è una biblioteca ben fornita. Cerca disperatamente di scoprire qualcosa di più sui segreti della sua famiglia. Nei primi episodi Sophie sembra essere innamorata di Dante, ma successivamente ricambierà il sentimento di Lok innamorandosi di lui. Nella seconda serie diventa il capo dei Casterwill e sconfigge il responsabile, Kiel, della presunta morte dei suoi genitori, credendo siano morti per mano sua. Diventa una cercatrice molto più potente e in tutte e due le serie si nota che è una ragazza speciale, discendente diretta di Lord Casterwill, ma tale importanza può trattarsi dal fatto che forse lei abbia ricevuto l'eredità del misterioso potere di Lord Casterwill. Vive a Venezia in un enorme palazzo antico, proprietà della sua famiglia da secoli.
Doppiata da Perla Liberatori.
Titani:
- Sabriel (Draco Titano): Titano principale di Sophie. Si sacrificherà per salvarle la vita nell'episodio 26 della prima serie e ne verrà quindi distrutto l'amuleto. Ricomparirà però nella seconda serie grazie al fortissimo legame con la sua cercatrice, la quale la potrà invocare senza amuleto grazie al legame Power-bonded.
- Feyone (Gaia Titano): un'agile guerriera che compensa l'assenza di un'armatura con velocità e grazia impressionanti. Questo Titano, come Icarus e Coralgolem, è un Titano caratteristico dei Castewill
- Icarus (Krono Titano):  Titano alato in grado di lanciare frecce.
- Sorcerell (Draco Titano): Titano gemello di Sabriel. Si lega a Sophie durante una prova nelle caverne dei Casterwill, diverrà poi Power-bonded.
- Hoplite (Krono Titano): uno dei quattro Hoplite trovati nella nave Argo;
- Enfluxion (Krono Titano): Titano d'acqua che le viene donato da Teien;
- Mythras (Titano Leggendario del Valore): si lega a lei dentro una montagna nella Rift Valley. Lo donerà poi alla nipote della Dama del Lago, Viviane.
- Phoenix (Titano Leggendario della Rinascita): si lega a lei in un vulcano battendo Shauna e Wind.
- Kelpie (Gaia Titano): Titano dalle sembianze di un ippocampo con una criniera d'acqua, è molto veloce ma con scarsa forza fisica. Prende il nome dal kelpie, creatura leggendaria del Nord Europa.

Zhalia Moon
È una giovane donna scontrosa e solitaria, venendo definita come la "bella misteriosa". È una potente Cercatrice e nella prima metà della prima serie, una spia dell'Organizzazione. Il suo passato è oscuro e misterioso: ha vissuto per strada e negli orfanotrofi di Rotterdam, Olanda, da bambina ed è stata accolta e allevata da Klaus, uno dei capi dell'Organizzazione, che ne ha fatto un'agente fra i migliori. Crede che il potere possa rimediare a quello che ha passato da piccola, ma grazie alla squadra Huntik comincerà a rendersi conto che quello di cui ha bisogno sono amicizia e amore. Sarà costretta a un certo punto a scegliere se schierarsi con l'Organizzazione o con la Fondazione Huntik, scegliendo la seconda. Il punto di forza di Zhalia sono i poteri mentali che ha sviluppato grazie a Klaus. Preferisce stordire e disorientare il nemico con delle illusioni piuttosto che combattere fisicamente. È inoltre molto abile nell'arte del travestimento. Nonostante sia l'obiettivo della sua infiltrazione nella Fondazione, Zhalia si innamora di Dante e nella seconda serie Harrison la vede piangere quando il Traditore annuncia la morte di Dante. Si dimostra molto protettiva verso Den e Harrison. Sempre nella seconda serie farà il doppio gioco per la fondazione Huntik infiltrandosi nella Spirale di Sangue, tenendosi in contatto con Dante tramite il diario Logosbook.
Doppiata da Jolanda Granato.
Titani:
- Gareon (Yama Titano): il primo Titano che ha mai invocato, ha ricoperto anche il ruolo di "amico" e "confidente" per gran parte della sua vita. Nella seconda serie, tra loro si crea il legame Power-bonded.
- Kilthane (Draco Titano): un oscuro combattente sempre al fianco di Zhalia.
- King Basilisk: (Litho Titano): Titano dagli enormi poteri che può trasformare altri Titani e persone in pietra. Lo trova a Vienna.
- Hoplite (Krono Titano): uno dei tre Hoplite trovati nella nave Argo.
- Strix (Swara Titano): piccolissimi Titani dalle sembianze di insetto in grado di perforare praticamente tutto.
- Gar-Gohul (Litho Titano): Titano che usa come arma principale l'acqua. Zhalia avrebbe dovuto portarlo alla Fondazione dopo che Dante lo aveva sottratto al loro nemico DeFoe, ma nell'episodio 26 della prima serie si scopre che si è legata a lui.
- Janusea the Gatekeeper (Meso Titano): Titano in grado di creare contatti fra le dimensioni. Lo userà nell'episodio 1 della seconda serie per mettersi in contatto con Eathon Lambert.
- Harlekin (Draco Titano): secondo quanto dice Harrison, anche Zhalia possiede questo crudele Titano dalle sembianze di un giullare, caratteristico dei fanatici della Spirale. Nonostante ciò, nella serie non viene mai invocato da lei.

Den Fears
È il fratello di Harrison Fears, entrambi restati orfani vivendo in un orfanotrofio di Rotterdam. Quando Tantras recluta i ragazzi in orfanotrofio, Den si ribella alla Spirale chiedendo aiuto a Zhalia. Separatosi da suo fratello, entra quindi a far parte della Fondazione Huntik e della squadra di Dante. Ha una grande ammirazione per Lok, ma a differenza sua il suo unico obiettivo è la salvezza del fratello; è proprio Lok che gli sta vicino nei primi tempi, quando ancora si sente inadatto alla vita da cercatore. Con il passare del tempo e grazie all'aiuto di Lok diventa un cercatore sempre più potente. Nell'episodio 25 Harrison gli chiede aiuto per salvare Zhalia, e così si riuniscono per combattere insieme. Compare nella seconda serie.
Doppiato da Leonardo Graziano.
Titani:
- Vigilante (Draco Titano): Titano malvagio ottenuto durante la sua prima battaglia contro la Spirale. Diventa Power-bonded.
- Freelancer (Draco Titano): Titano come quello di Dante che gli viene donato da Lok.
- Cursed Archer (Draco Titano): Titano che scaglia saette col suo arco, gli viene donato dalla Fondazione Huntik. Viene anche chiamato Death Archer.
- Kaioh the Tracker (Meso Titano): Titano messicano in grado di trovare qualunque cosa. Gli viene dato da Teeg. Trova il vero amuleto di Umbra.
- Dullahan (Draco Titano): Titano guardiano di Tír na nÓg, la fortezza fantasma irlandese, chiamato "il cavaliere senza testa"; se ne impossessa grazie al salvataggio di Lok.

Cherit
Yama Titano.
È un Titano senza amuleto, sveglio dalla notte dei tempi e quasi senza memoria. È l'unico Titano in grado di parlare. Cherit sembra avere strettamente a che fare con il primo Cercatore, Lord Casterwill, ma a causa della sua scarsa memoria nella prima serie non si scopre praticamente nulla sul suo lunghissimo passato. Nella seconda serie Cherit, quando Lok impugna la Willblade e invoca il Titano leggendario Pendragon per la prima volta, ha l'impressione di vedere il suo vecchio amico Lord Casterwill, ma non ne è sicuro. Visioni di questo tipo continueranno per lui in tutta la serie.
Doppiato da Daniele Demma.

## Antagonisti

### Organizzazione
Il gruppo di Cercatori contro il quale si scontra la Fondazione Huntik è conosciuto come "l'Organizzazione". I loro titani principali sono: Redcap, Mindrone, Jokoul, Impet, Enforcer, Bonelasher, Ammit Heart-Eater, Venomaster, Gigadrone, Doomwarden e Shadowlengend. Quando in un episodio la squadra Huntik va in Egitto, dei complici dell'Organizzazione comandati da Klaus usano Sekhmet e Ammit-Heart-Eater.
Il capo dell'Organizzazione è quello che viene chiamato il Professore, che si scoprirà in seguito essere un Cercatore reietto della Fondazione.
I principali nemici contro cui la squadra Huntik si scontra sono:
Il ProfessoreCapo supremo dell'Organizzazione. I suoi Titani principali sono Dominator, Nordrake e Araknos, (oltre che i 2 titani usati per contrastare le trappole in Egitto) il titano leggendario della mente. Più avanti si scoprirà essere Simon Judeau, un tempo maestro del padre di Lok, Eathon Lambert, e fidato amico di Metz. Vive a Praga in un castello che è anche base segreta dell'Organizzazione. Verrà sconfitto nell'ultima puntata, trascinato da Araknos in uno squarcio spazio-temporale creato da Overlos, quando era sotto il controllo di Lok grazie a Dendras, che porta via per sempre i Titani Leggendari.
Doppiato da Antonio Guidi (italiano).
RassimovBraccio destro del Professore che sembra però tramare qualcosa di più oscuro. Nella seconda serie sarà a capo della Spirale di Sangue. I suoi Titani principali sono Thornment, Kopesh e Anubian.
Doppiato da Dario Penne (italiano).
DeFoeUn uomo malvagio con un'inquietante passione per gli acidi e l'ossessione di uccidere Dante Vale. Viene ucciso da Grier su ordine del Professore poiché Defoe a causa della sua follia era andato fuori controllo. Il suo Titano principale è Kreutalk, ma prenderà anche Gar-Gohul.
Doppiato da Claudio Moneta (italiano).
KlausUno dei più pericolosi membri dell'Organizzazione, nonché mentore e padrino di Zhalia. Il suo Titano principale è Brahe. Viene sconfitto definitivamente dalla squadra nell'episodio 17.Nella seconda serie viene liberato dalla pietrificazione da Zhalia capendo che se non aiuta la squadra Huntik a trovare Void il marchio della spirale si attiverà e sarebbe la fine sia per lui che per Zhalia e del mondo. In seguito viene mandato in una prigione della Fondazione Huntik. Vive a Praga, ha la sua base segreta nei sotterranei di una libreria nel quartiere degli Alchimisti.
Doppiato da Oliviero Corbetta (italiano).
GrierPer un certo periodo sottomesso a DeFoe, è un uomo d'onore che mantiene la parola data e rispetta gli ordini. Lascerà l'Organizzazione per tornare a regnare a Sutos, l'isola greca di cui è erede al trono. Il suo Titano principale è Breaker che nella seconda serie diventerà Power-bonded. Quando diventa sovrano di Sutos ottiene anche Megataur.
Doppiato da Marco Pagani (italiano).
WilderPotente e carismatico cercatore, cercherà di ricostruire l'Organizzazione distruggendo la squadra Huntik durante la seconda serie. I suoi titani principali sono Incubane, Grandphasad e Divine Mirror Kagami.
Doppiato da Massimiliano Lotti (italiano).
StackBraccio destro di Wilder. È molto rapido e anche più sveglio e spietato di Wilder. Il suo titano principale è Dark Dryer. Viene eliminato da Kiel dopo aver tentato di infiltrarsi nella Spirale.
Doppiato da Riccardo Rovatti (italiano).
HoffmannUn altro potente alleato di Wilder. Andava molto d'accordo col Professore tanto da tenere il suo fidato cane Eathon. I suoi Titani principali sono Dobermaan e Myrmidon.

### Spirale di Sangue
La Spirale di Sangue sarà il nemico principale della seconda serie. Sono pericolosissimi e sono acerrimi nemici dei Casterwill. Il loro capo, "il Traditore", fece tornare sulla Terra i Nullificatori e ora i suoi servi vogliono far tornare le tenebre sul mondo. I loro Titani principali sono: Harlekin, Marauder, Shadowkoolit e Dark Pharaoh. La Spirale si serve anche di molti fanatici, reclutati addirittura negli orfanotrofi del mondo.
TraditoreNel passato si rivoltò contro i Casterwill. È il fondatore della Spirale di Sangue e creatore del suo Marchio. Il suo Titano principale è Demigorgan, il Titano leggendario del tradimento. Viene distrutto da Lok nell'ultimo episodio.
RassimovNella prima serie al servizio dell'Organizzazione, ora leader della Spirale, è al servizio del "Traditore", apparentemente il loro padrone o Dio. I suoi titani principali sono Thornment e Legion, il Titano leggendario della guerra, che può assorbire permanentemente i titani. Controlla anche il nullificatore Void. Nella seconda stagione, viene catturato dalla fondazione Huntik e Dante spezza il legame che ha con i suoi titani usando sorrowbond, ma riesce a conservare Legion, grazie al quale potrà liberarsi. Al termine della stagione pretenderà di controllare i Nullificatori e la Cometa Rossa, ma verrà travolto e distrutto da quest'ultima.
Doppiato da Dario Penne (italiano).
WindÈ un abile guerriero muto fratello di Shauna, è tanto forte da contrastare addirittura Dante Vale senza difficoltà. Il suo titano principale è il maestoso Shakrit. Può usare i poteri senza parlare. Cerca sempre di proteggere la sorella.
ShaunaÈ incredibilmente rapida e spietata e sorella di Wind. Ossessionata dalla distruzione dei Casterwill. I suoi titani principali sono Ash, Dervish e Lilith the queen.
TantrasMaestro della Spirale, è responsabile dell'addestramento delle giovani reclute e i suoi titani principali sono Jericho e Bugzilla Said, che donerà poi a Harrison, perché i suoi poteri verranno assorbiti dal Cuore di Vlad.
Doppiato da Augusto Di Bono (italiano).
KielConsanguineo della Spirale, è molto pericoloso e usa poteri basati sul fuoco. È responsabile dell'incendio e della morte dei genitori di Sophie quando era piccola; i suoi titani principali sono Vulcana, Golemfire ed Efreet King. Sembra anche possedere un Ignatius, che però nella serie non viene mai evocato direttamente.
Marduck il SegugioIl braccio destro di Kiel, è un uomo di poche parole che vive per cacciare e ha i sensi particolarmente sviluppati da animale selvatico. I suoi titani principali sono Cerberus e Hellynx.
Harrison FearsÈ il fratello di Dan. Viveva in orfanotrofio e veniva deriso continuamente dagli altri ragazzi quando la Spirale decise di addestrare nuove reclute; diventerà in seguito uno dei migliori allievi, tanto che Tantras chiederà a lui di prendere il suo posto tra i Consanguinei, dopo aver perso tutte le energie nel castello di Vlad Dracul. I suoi titani principali sono Antedeluvian, che diventa Power-bonded, e Hitokiri. Da Tantras ottiene anche Jericho e Bugzilla Said, che finirà nelle mani del Traditore, che la userà contro la Squadra Huntik. Per salvare Zhalia, con la quale sembra avere un rapporto fratello-sorella, si rivolterà contro la Spirale. Durante la battaglia finale combatterà contro la Spirale di Sangue e i Nullificatori.
Doppiato da Luigi Morville (italiano).

## Personaggi secondari
LeBlancheÈ il maggiordomo e l'assistente di Sophie Casterwill. I suoi titani sono Albion e Sentinel.
Doppiato da (italiano).
SantiagoÈ la guardia del corpo di Sophie Casterwill. Ha otto anni più di Sophie, e le ha salvato la vita quando la sua casa a Parigi è stata incendiata. I suoi titani sono Shinobi e Kunoichi.
Doppiato da (italiano).
MetzÈ il leader della fondazione Huntik ed ex mentore di Dante Vale.
Doppiato da (italiano).
GuggenheimÈ uno dei capi della fondazione Huntik. Il suo titano è Bulreguard.
Doppiato da (italiano).
MontehueÈ un cercatore della fondazione Huntik, secondo miglior cercatore classificato. È anche un caro amico/rivale di Dante Vale, verso cui però nutre un gran rispetto. I suoi titani sono Tolivane e Fenris.
Doppiato da (italiano).
TerslyÈ uno studioso della fondazione Huntik, nonché l'assistente di Montehue. I suoi titani sono Venadek e Red Searcher.
Doppiato da (italiano).
Scarlet ByrneÈ un affascinante cercatrice della fondazione Huntik, specializzata in miti irlandesi. È stata la babysitter di Lok da bambino. I suoi titani sono Gybolg e Firbolg.
Doppiata da (italiano).
Eathon LambertÈ il padre di Lok e Cathy e cercatore della fondazione Huntik. Scomparso all'inizio della serie, ma appare in diversi flashback. I suoi titani sono Jirwolf, Dendras e Baselaird.
Doppiato da Francesco Orlando (italiano).
Sandra LambertÈ una cercatrice e membro in pensione della fondazione Huntik. Lei è la "vedova" di Eathon Lambert e madre di Lok Lambert e Cathy Lambert. I suoi titani sono Lunar e Solar.
Doppiata da (italiano).
Cathy LambertÈ la sorella minore di Lok Lambert. A differenza del resto della sua famiglia, non è a conoscenza della Fondazione Huntik e del mondo dei Titani.
Doppiato da (italiano).
Lucas CasterwillÈ il fratello maggiore di Sophie Casterwill e uno degli anziani della famiglia Casterwill. I suoi titani sono Feyone e Templar.
Doppiato da (italiano)
Nimue CasterwillÈ la dama del lago e una degli anziani della famiglia Casterwill. I suoi titani sono Coralgolem e Undine the Water Spirit.
Doppiata da (italiana)
Vivian CasterwillÈ la nipote di Nimue e sua sostituta come dama del lago e anziana della famiglia Casterwill. Il suo titano e Mythras, Titano Leggendario del Valore.
Doppiata da (italiano)
FocauldÈ uno degli anziani della famiglia Casterwill.
Doppiato da (italiano)
Teien CasterwillÈ una degli anziani della famiglia Casterwill e agente di collegamento tra la fondazione Huntik e la sua famiglia.
Doppiata da (italiano).
Lord CasterwillÈ il patriarca della famiglia Casterwill e quindi antenato di Sophie. È anche il primo cercatore della storia, colui che a portato sulla Terra i titani dal mondo di Huntik per combattere i Nullificatori. I suoi titani erano Cherit e tutti i titani leggendari.
Doppiato da (italiano).

## Titani
I Titani sono esseri potenti e antichi che furono evocati dal Mondo degli Spiriti di Huntik e poi sigillati in Amuleti da Lord Casterwill secoli fa. I Cercatori Forti sono in grado di invocare Titani dai loro Amuleti. I Titani, per natura, sono esseri neutrali, anche se tendono ad avere la personalità dei loro Cercatori impressa su di loro e potrebbero non essere disposti a legarsi con Cercatori la cui personalità differisce notevolmente da un precedente proprietario. I Titani non pensano come gli umani perché sono entità spirituali che fanno più affidamento sui loro istinti. Sebbene sia innaturale per i Titani, i Cercatori legati sono in grado di comunicare loro strategie
I Titani sono classificati in base al loro tipo. In generale, il tipo di Titano corrisponde alla regione sui cui miti ha influenzato il Titano. Esistono 9 differenti tipologie:
- Draco-titani: basati sulla mitologia dell'Europa medievale, in particolare in quelle dell'Inghilterra. Lo stile di combattimento e la natura nobile e cavalleresca che la maggior parte di loro possiede, hanno ispirato le persone ad agire allo stesso modo e si sono sviluppati nel codice cavalleresco seguito dai cavalieri. Gli amuleti dei Draco-Titani sono generalmente blu acciaio con una gemma rosa-grigiastra al centro.
- Gaia-titani: basati sulla mitologia celtica, infatti molti di essi si trovano in Irlanda. Sono fortemente legati alla natura, in particolare al legno o alle piante. A causa di questi legami, la maggior parte di essi sono verdi o bruno-verdastri. Alcuni possono essere ricoperti di corteccia o foglie, con alcuni che sembrano persino alberi ambulanti. Gli amuleti dei Gaia-Titani tendono ad essere di un bianco argento pallido con una gemma verde chiaro.
- Hecto-titani: basati sulla mitologia egizia. Molti Hecto-Titani appaiono come mummie con un aspetto mostruoso, guadagnandosi un posto come i mostri che risiedono nelle tombe egizie. La loro natura terribile e il godimento del caos e della distruzione significano che i Cercatori a cui si legano devono possedere un atteggiamento simile. I loro amuleti tendono ad essere gialli con riflessi blu e verdi e una gemma d'argento pallido al centro.
- Krono-titani: basati sulla mitologia greco-romana. Questi Titani tendono a essere guerrieri, una posizione adatta considerando la natura bellicosa dei Greci durante la storia antica. Gli amuleti dei Krono-Titani tendono ad essere arancioni e gialli con una gemma acqua.
- Litho-titani: basati sulle leggende europee, norrene e persino greco-romane. Sono molto resistenti perché la maggior parte di essi è composta da rocce o ghiaccio. I Litho-Titani di solito si ritagliano un posto nella storia, anche tra gli umani che non sanno nulla dei Cercatori o della magia. I Litho-Titan si comportano quasi come se volessero essere conosciuti per il loro potere. Gli amuleti dei Litho-Titani tendono ad essere grigio pietra, con occasionali riflessi azzurri per i Titani a base di ghiaccio e hanno una gemma viola al centro con un contorno giallo attorno alla gemma.
- Meso-titani: basati sulle leggende dei nativi americani e delle Americhe. Difficili da controllare, sono aggressivi e possono causare danni collaterali se non osservati attentamente. Alcuni Meso-Titani controllano potenti forze naturali, come terremoti, uragani e tornado. Altri usano attacchi di combattimento basati su calpestare, saltare e girare. I Meso-Titani assomigliano spesso alle creature delle storie dei nativi americani e centroamericani, come animali, poteri spirituali, feroci guerrieri e totem come mostri. Solo un Cercatore con una volontà molto forte può legarsi a un Meso-Titano. Gli amuleti dei Meso-Titani sono tipicamente grigi con riflessi neri o gialli e una gemma blu.
- Swara-titani: basati sulle mitologie africane e tendono ad essere basati su insetti e aracnidi del deserto. Come gli Hecto-Titani, la maggior parte di questi Titani sono visti nelle mani di Cercatori malvagi. Gli amuleti degli Swara-Titani tendono ad essere marroni con finiture marroni o dorate più scure e una gemma rossa.
- Yama-titani: basati sulle leggende asiatiche. Sono intelligenti e spesso eccessivamente indipendenti. Spesso pensano che il loro modo di fare sia migliore di quello del loro Cercatore a cui legati; per questo motivo, controllare con successo uno Yama-Titano può richiedere di concentrarsi esattamente su ciò che si vuole che faccia. Gli Yama-Titani sono simili a umani e hanno spesso caratteristiche comuni ai miti asiatici e alle arti di combattimento orientali, come vestiti o armi. Le persone raccontavano storie su di loro e queste storie alla fine sono diventate miti. Gli amuleti degli Yama-Titani tendono ad essere neri con riflessi argentati con una gemma verde pallido.
- Titani Leggendari: trovano il loro posto nelle leggende di molte antiche civiltà e talvolta erano considerati dei. Incredibilmente rari e potenti, i Titani leggendari erano originariamente controllati da Lord Casterwill e dalla sua famiglia. Grazie al loro potere, furono i primi Titani portati sulla Terra da Lord Casterwill per combattere i Nullificatori. I loro anelli e amuleti furono successivamente nascosti con maggiori garanzie rispetto agli Amuleti di qualsiasi altro Titano. Essendo i titani più antichi sono anche i più potenti che esistano, con pochissimi titani in grado di reggere il confronto con un titano leggendario. A differenza degli altri Titani che sono ospitati negli Amuleti, i Titani Leggendari sono quasi sempre sigillati all'interno di anelli, con alcune eccezioni.

Titani Power-bonded
Sono Titani più evoluti, connessi tramite uno speciale legame di empatia al cercatore che li possiede. Un Titano diventa Power-bonded solo se il legame col Cercatore è fortissimo. La possibilità di stabilire questo legame si presenta a partire dall'episodio 1 della seconda serie. I titani a diventare Power-bonded sono: Caliban, Kipperin, Sabriel, Baselaird, Lindorm, Gareon, Sorcerell, Breaker, Antedeluvian, Ariel, Vigilante e Pendragon.

## Episodi
| Serie            | Episodi | Prima TV Italia |
| ---------------- | ------- | --------------- |
| Prima stagione   | 26      | 2009            |
| Seconda stagione | 26      | 2011            |

## Serie a fumetti
Da marzo 2009 e febbraio 2012 è stata pubblicata una serie di fumetti basati sulla serie televisiva. In totale, sono stati pubblicati 18 numeri, nonostante un 19° numero fosse pronto per la pubblicazione e un 20° fosse stato disegnato a matita.

## Huntik - Secrets  & Seekersnel mondo
La serie è stata acquistata in diversi paesi esteri del mondo tra cui USA (4Kids Entertainment), Regno Unito (Jetix UK), Finlandia (MTV3), Paesi Bassi (Disney XD), Israele (Arutz Hayeladim), Germania (RTL II), Messico (ZAZ), Australia (Network Ten), Sudafrica, Singapore, Grecia, Austria, Portogallo (Canal Panda) e Filippine ed è stata trasmessa durante il 2009. In Francia è stata trasmessa a partire dal 6 ottobre 2010.

## Premi e riconoscimenti
Questa serie animata è stata premiata a Cannes al Mipcom Junior, l'importante rassegna internazionale dedicata ai programmi tv per bambini, come migliore cartone animato per l'intrattenimento e le opportunità di business. A decretarne la vittoria è stata la giuria internazionale di esperti di licensing, editoria e giocattoli del Mipcom Junior di Cannes, che ha attribuito alla serie animata della Rainbow il titolo di miglior licenza del mondo.
Nel parco Rainbow MagicLand di Valmontone, l'attrazione "Huntik Dark Ride" ha vinto ex aequo con l'attrazione "Raptor" di Gardaland nella categoria "NUOVE ATTRAZIONI" il premio PARKSMANIA AWARDS 2011, consegnato il 10 dicembre 2011 a Gardaland.

## Altri media
È stato commercializzato un gioco di carte collezionabili ispirato alla serie, Huntik: Secrets & Seekers, prodotto da Upper Deck Entertainment.
Nel 2009 la Fratelli Fabbri Editori ha prodotto un librogame dal titolo Huntik - Librogame - La città di Atlantide e un libro dal titolo Huntik - I Cercatori di amuleti ispirati alla serie.
Era inoltre prevista per giugno 2010 l'uscita del libro ispirato alla seconda serie dal titolo La Spirale di Sangue e del librogame ispirato invece all'episodio 26 della prima serie, cioè lo scontro finale con il Professore e dal titolo La resa dei conti, ma non è più stato confermato nulla.
Si è conclusa con il numero 12 la prima serie del magazine mensile edito dalla Tridimensional, mentre in edicola si può trovare la seconda serie a uscita bimestrale dal numero 13, che dal numero 17 introduce Cercatori e Titani inerenti alla seconda serie.